# Carl Fredrik Wærn (1819–1899)
För andra med samma namn se, Carl Fredrik Wærn
Carl Fredrik Wærn (ibland kallad den yngre , i Göteborgshistorien den äldre), född 15 januari 1819 i Göteborg, död 31 oktober 1899 på Baldersnäs i Steneby, var en svensk industriman, politiker och ämbetsman samt Sveriges finansminister 1870–1874. Som politiker var han moderat liberal.

## Biografi
Wærn studerade vid Hillska skolan på Barnängen 1831–35, vid Sachsiska bergsakademien i Freiberg 1836–38 och vid Falu bergsskola 1839. Han anställdes i sin fars firma C. Fr. Wærn i Göteborg från 1840. Bolaget bildades 1813, med kontor vid Västra Hamngatan 13, där för övrigt även Carl Fredrik Wærn med familj bodde, och var en av stadens största exportörer av järn och pappersmassa under senare halvan av 1800-talet. Man var därmed ett av de större handelshusen.
Carl Fredrik Wærn fick 1844 burskap som grosshandlare i Göteborg. Tillsammans med brodern Morten Edvard, blev han från 1852 delägare i och chef för faderns firma, som då ändrade namn till C. Fr. Wærn & Co. Redan efter tre år slutade brodern Morten i firman. Vid faderns bortgång 1858 blev Carl Fredrik Waern disponent för de bruk och fabriker, som ägdes av firman – exempelvis Billingsfors dåvarande stora järnbruk, Bäckefors järnbruk, Skåpafors sågverk och Baldersnäs. Wærn var verkställande direktör för Dalslands Kanal AB 1864–68.
I Göteborg deltog han flitigt i det kommunala livet, och var ledamot av borgerskapets äldste 1858–62, ledamot av handelsfullmäktige 1847–63, av styrelsen för Göteborgs museum 1861–69, hela tiden som vice ordförande, med flera uppdrag.

## Stadsfullmäktige
Wærn var Göteborgs stadsfullmäktiges första ordförande 1863–1870, där hans namn samlat det största antalet röster – 62 631 fördelade på 381 väljare. Hans namn fanns med på fler än 90% av de avgivna valsedlarna, och han fick vid ordförandevalet 47 av de 48 möjliga rösterna. Den återstående gavs av honom själv till huvudkonkurrenten Johan Jacob Ekman, som utsågs till vice ordförande. Carl Fredrik Waern åtnjöt ett mycket stort förtroende och utsågs utan diskussion till fullmäktiges förste ordförande, en post som han behöll fram till att han lämnade Göteborg för rikspolitiken. Hans son Peder Colbiörnsen Waern var ledamot av stadsfullmäktige 1898–1912.

## Riksdagen och statsrådet

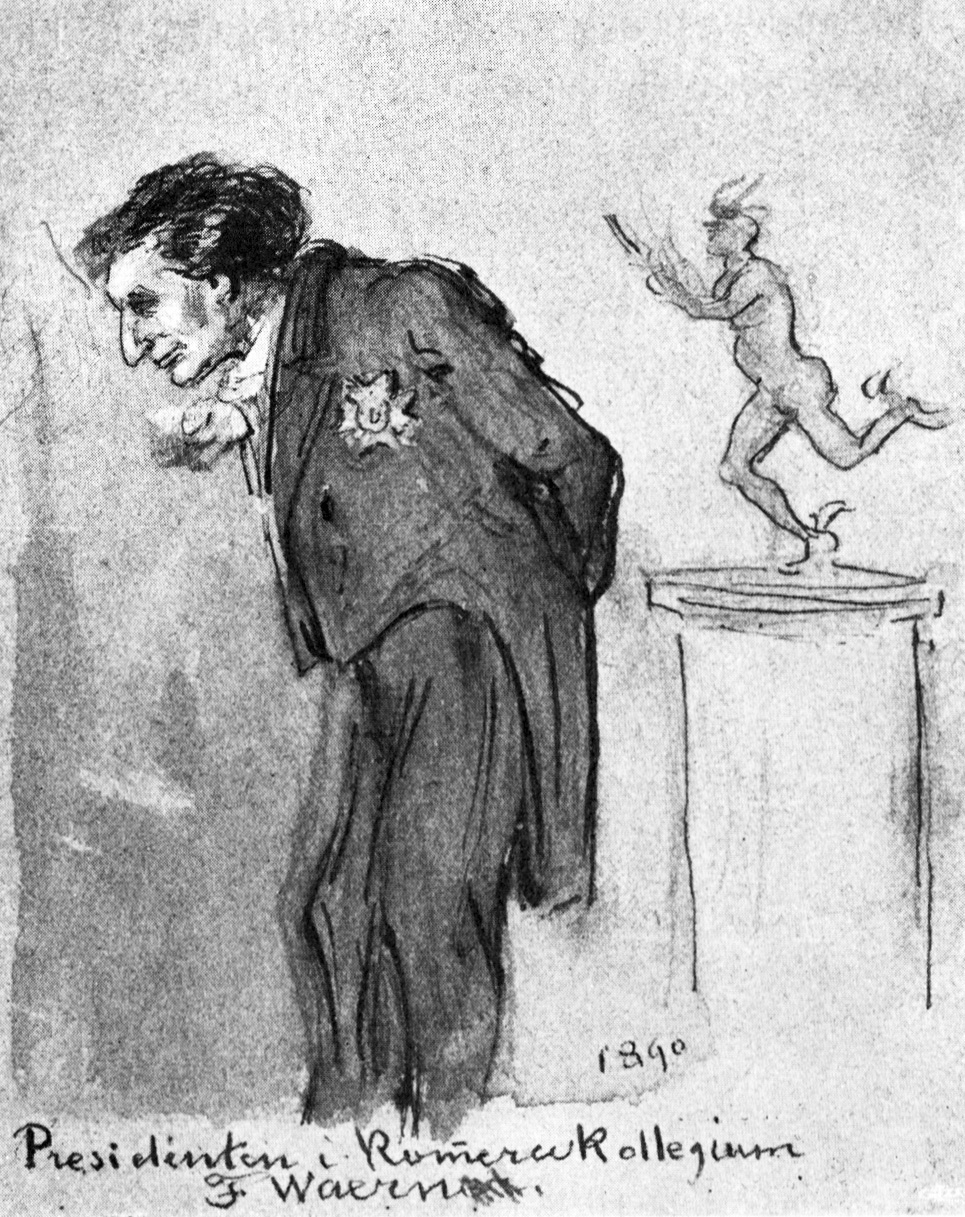
Presidenten i Kommerskollegium. Akvarell av Fritz von Dardel 1890.

Wærn var ledamot av borgarståndet 1847–1848, 1850–1851, 1853–1854, 1859–1860 och 1865–1866 för Göteborgs stad. Från 1867 fram till sin död tillhörde han första kammaren, efter valet 27 september 1866 där denne utsågs med 34 röster av 47. Vid sin död 1899 hade Carl Fredrik Wærn representerat staden under 33 riksdagar. Wærn arbetade med stor kraft för representationsreformen; i riksdagen verkade han för det svenska järnvägsnätets utbyggande och var i tullfrågor en ivrig frihandlare. Han tillhörde Statsutskottet vid samtliga riksdagar utom 1865–1866, då han valdes in i Konstitutionsutskottet samt var ledamot av Bevillningsutskottet 1882 - januaririksdagen 1887. Mellan 1870 och 1874 var Wærn finansminister i Axel Adlercreutz ministär. Under denna tid utfärdades mellanrikslagen, en skandinavisk myntunion infördes, en ny banklag antogs. När förbud mot skogsavverkning i övre Norrland blev beslutat avgick Wærn som finansminister, eftersom det stred mot hans politiska ideologi. Under sin fortsatta verksamhet i riksdagen var Wærn emellertid fortfarande verksam mot statliga restriktioner i det ekonomiska livet. 1875–1891 var han tillförordnad president i Kommerskollegium.
Wærn var Sveriges kommissarie vid världsutställningen i London 1862 samt Sveriges ombud vid internationella myntkonferensen i Paris 1878.

## Utmärkelser och ordnar
Wærn blev ledamot av Kungliga Vetenskaps- och Vitterhetssamhället i Göteborg 1858 (hedersledamot 1877), av Kungliga Vetenskapsakademien 1863, av Kungliga Samfundet för utgivande av handskrifter rörande Skandinaviens historia 1873, av Kungliga Vitterhets Historie och Antikvitets Akademien 1876, samt av Kungliga Lantbruksakademien 1886. Han blev kommendör av första klassen av Kungliga Vasaorden 28 januari 1863, samt kommendör med stora korset av Kungliga Nordstjärneorden 14 maj 1873.
År 1877 blev han också filosofie hedersdoktor i Uppsala.

## Familj
Carl Fredrik Wærn var son till grosshandlare Carl Fredrik Wærn (1787–1858) och Gustava Elisabeth, född Melin. Han gifte sig 13 juli 1848 i Stockholm med grevinnan Maria Augusta Coraldina Lagerberg (1821–1901), dotter till greve Otto Henrik Adam Lagerberg och grevinnan Maria Johanna Frölich. Barn: grosshandlare Carl Fredrik Wærn (lokalt kallad den yngre), (1849–1910), gift med Alida Bonnier (1857–1920); grosshandlare Peder Colbiörnsen Wærn (1851–1929), gift 12 september 1877 med Sigrid Möller (1855–1933) och delägare i firma C. Fr. Wærn & Co 1876; Henry Unwin (1852–1932), gift 1890 med Hilma Leffler (1863–1941); Maria Elisabeth, född 1853 och Ebba Christina, född 1859.